# Downstream

Sectores de la industria petrolera.

La industria petrolera se encuentra dividida en tres grandes sectores: upstream, midstream y downstream. El sector downstream se refiere comúnmente a las tareas de refinamiento del petróleo crudo y al procesamiento y purificación del gas natural, así como también la comercialización y distribución de productos derivados del petróleo crudo y gas natural. El sector downstream llega hasta los consumidores con productos tales como la gasolina, el querosén, los combustibles aeronáuticos, el gasóleo, el fueloil, lubricantes, ceras, asfalto, gas natural y el gas licuado del petróleo, así como cientos de petroquímicos.
Las operaciones midstream son consideradas generalmente como parte del sector downstream.